# Хохлов, Дмитрий Ремович
Дми́трий Ре́мович Хохло́в (род. 26 декабря 1957) — советский и российский физик, профессор МГУ, лауреат Государственной премии РФ (1995), член-корреспондент РАН (2008).

## Биография
Родился в Москве в семье известного физика Р. В. Хохлова и Елены Михайловны Дубининой (дочери М. М. Дубинина), младший брат А. Р. Хохлова. В 1974 году окончил 2-ю физико-математическую школу в Москве. Выпускник физического факультета МГУ 1980 года. Поступил на работу в лабораторию полупроводников физического факультета МГУ, позднее стал заведующим этой лабораторией. В 1992 году защитил диссертацию на соискание степени доктора физико-математических наук по теме «Примесные метастабильные состояния в теллуридах свинца и олова, легированных элементами III группы». В 1995 году получил Государственную премию Российской Федерации «За открытие, экспериментальное и теоретическое исследование нового класса фоточувствительных полупроводниковых материалов», в том же году стал лауреатом премии им. Шувалова. С 1998 года — профессор кафедры физики низких температур и сверхпроводимости того же факультета. С 2006 избран заведующим кафедрой общей физики и магнито-упорядоченных сред МГУ. В 2008 году избран членом-корреспондентом РАН.
- член научного совета РАН по физике полупроводников
- заместитель председателя учебно-методического совета по физике учебно-методического объединения по классическому университетскому образованию
- член учёного совета физического факультета МГУ

## Общественная позиция
В феврале 2022 года подписал открытое письмо российских учёных и научных журналистов с осуждением вторжения России на Украину и призывом вывести российские войска с украинской территории.

### Научные интересы
Научные интересы: физика полупроводников, физика узкощелевых полупроводников, детекторы терагерцового излучения, органические полупроводники, физика полупроводниковых наноструктур. Получил ряд новых результатов, имеющих фундаментальное значение для физики полупроводников:
- гигантское отрицательное магнитосопротивление с амплитудой до 10 в 6 степени;
- локализация и делокализация в сверхсильных магнитных полях;
- СВЧ-стимуляция задержанной фотопроводимости, позволяющая увеличить квантовую эффективность полупроводника до 10 во 2 степени;
- СВЧ-резонанс задержанной фотопроводимости;
- селективная фононно-стимулированная фотопроводимость, наблюдаемая на частотах терагерцового диапазона.